# Bernd Bierbaum
Bernd Bierbaum (* 16. November 1943) ist ein deutscher evangelischer Theologe.

## Leben
Bierbaum war von 1969 Vikar und von 1972 bis zu seinem Ruhestand 2008 Pastor der evangelisch-lutherischen Epiphaniasgemeinde in Bremen. Er war ebenfalls 19 Jahre lang, bis 2010, Vorsitzender der örtlichen Evangelischen Allianz und der Arbeitsgemeinschaft Missionarische Kirche. Er gründete 1995 zusammen mit Jens Motschmann die Arbeitsgemeinschaft Missionarische Kirche, einen Zusammenschluss theologisch konservativer Gemeinden und Einzelpersonen in Bremen.
Er predigt auch im Ruhestand regelmäßig an der konservativen evangelisch-reformierten St.-Martini-Gemeinde in Bremen.
Bierbaum trat im Jahr 1983 dem ERF Medien (Deutschland) in Wetzlar bei, wurde 2001 in den Vorstand aufgenommen und war von 2007 bis 2011 deren Aufsichtsratsvorsitzender. Bierbaum ist verheiratet und hat zwei Kinder.

## Veröffentlichungen
- Von der Lust, Mitarbeiter zu sein. Brendow, Moers 1982, ISBN 3-87067-161-0.
- Zehn Wege zum Glücklichsein. Brendow, Moers 1996, ISBN 3-87067-661-2.
- Evangelisation – Gehirnwäsche oder Lebenswende? Brendow, Moers 1997, ISBN 3-87067-681-7.
- (mit Marieluise Bierbaum): Von Kopf bis Fuß auf Gottes Liebe eingestellt. Neukirchener Aussaat, Neukirchen-Vluyn 2011, ISBN 978-3-7615-5800-3.
- Gott steckt dahinter. Neukirchener Aussaat, Neukirchen-Vluyn 2012, ISBN 978-3-7615-5731-0.
- Von Abraham bis Zacharias. Wie Gott mit Menschen Geschichte schreibt. Lichtzeichen Verlag, Lage 2022, ISBN 978-3-86954-461-8.